# Jarmo (site archéologique)
Qalaat Jarmo (en arabe : qalaʿa jarmū, قلعة جرمو) est un site préhistorique du Néolithique situé au Kurdistan irakien, près de la ville de Chamchamal, entre Kirkouk et Souleimaniye. Il a été fouillé par l'américain Robert John Braidwood dans les années 1950, au cours du vaste projet de prospection archéologique Iraq-Jarmo.

## Description
Jarmo est un petit village fondé au début du Néolithique, vers 8 000 av. J.-C. Il est composé d'un groupe d'une vingtaine de petites maisons en briques crues, de plan simple, avec un foyer creusé à même le sol. Une activité agricole y avait lieu, comme le montrent les faucilles et autres outils agricoles qui y ont été mis au jour, ainsi que les espaces de stockage de produits alimentaires.

## Céramique
Jarmo est l'un des plus anciens sites du Moyen-Orient dans lesquels on ait trouvé de la céramique. Elle se trouvait dans les niveaux archéologiques récents, datés vers 7 000 av. J.-C. C'est une céramique assez grossière, épaisse, enduite d'un dégraissant végétal.
Des vases en marbre taillés ont été trouvés dans des niveaux plus anciens, ainsi que des paniers étanchéifiés avec du bitume, dont des sources se trouvaient à proximité de Jarmo.